# 14-я отдельная гвардейская бригада специального назначения
14-я отдельная гвардейская орденов Суворова и Кутузова бригада специального назначения — военное формирование ВС СССР и Вооружённых сил Российской Федерации.

## История бригады в советский период

### Формирование части
14-я отдельная бригада специального назначения (или в/ч 74854), согласно приказу Министра обороны, начала своё существование 1 января 1963 года.
Местом дислокации был выбран г. Уссурийск Приморского края Дальневосточного военного округа (ДВО).
По утверждению офицеров участвовавших в создании формирования, комплектование бригады личным составом производилось из войск ДВО.
В некоторых источниках утверждается что основой для создания бригады был использован 77-й отдельный разведывательный батальон, при этом не упоминается из состава какого округа и какого соединения прибыла эта воинская часть.
Для размещения бригады командованием округа был предоставлен военный городок бывшего дисциплинарного батальона.

### Становление и развитие бригады

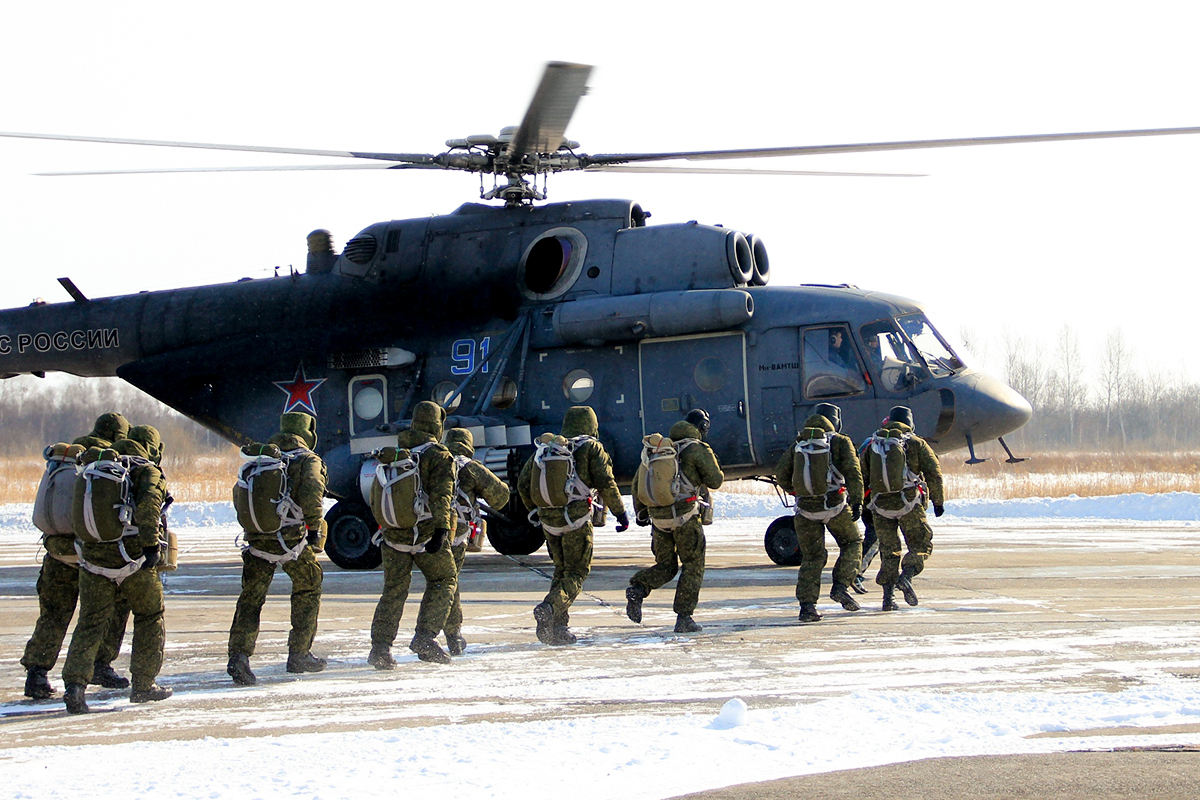

Как и все бригады специального назначения, созданные в начале 60-х годов (за исключением 3-й бригады), 14-я отдельная бригада представляла собой кадрированное соединение, в котором по штату мирного времени 4/226, утверждённому 3 июля 1962 года зам. начальника ГШ СА и ВМФ генералом армии В. Ивановым. Согласно данному штату были сформированы:
- Управление
- Группа связи
- Отдельный батальон
- Подразделения обеспечения.

По планам военного командования при введении военного положения, за счёт мобилизации военнослужащих запаса и проведения 30-дневных сборов, 14-я отдельная бригада разворачивалось в полноценное боеспособное соединение с личным составом в 1700 человек.
В дальнейшем по штату мирного времени 14-я отдельная бригада состояла из следующих подразделений:
- Управление бригады;
- отряд специальной радиосвязи;
- 2 отдельных отряда специального назначения;
- 2 отдельных отряда специального назначения (кадра);
- рота хозяйственного обеспечения.

К концу 1963 года личный состав приступил к воздушно-десантной подготовке и с начала 1964 года начал осуществление учебно-тренировочных прыжков.
В 1967 году, по показателям боевой подготовки бригада вышла в число лучших соединений войск и частей ДВО и была занесена в Книгу Почёта войск округа.
С 22 по 27 июня 1970 года, под контролем комиссии ГРУ ГШ личный состав части принимал участие в окружных учениях разведывательных частей. В ходе этих учений личный состав десантировался парашютным и посадочным способом в Приморье, в Амурской области и на острове Сахалин.
С 21 по 28 августа 1971 года на окружных учениях разведывательных частей, силами бригады была осуществлена парашютная выброска 20 разведывательных групп специального назначения в Приморье, Амурской области и на о. Сахалин с последующим выполнением поставленных учебных задач.
В 1972 году за высокие показатели в боевой и политической подготовке и в честь 50-летия образования СССР Президиум Верховного Совета СССР, Совет Министров СССР наградил 14-ю отдельную бригаду Почётным Знаком.
В 1973, 1974, 1975 годах за успехи в боевой подготовке часть была объявлена отличной и занесена в Книгу Почёта войск КДВО.
В 1983 году в бригаде произошло развёртывание кадрированных отрядов.
В декабре 1984 года около 200 офицеров и солдат 14-й отдельной бригады были откомандированы и включены в состав 334-го отдельного отряда специального назначения, который создавался на базе 5-й отдельной бригады специального назначения. В конце марта 334-й отряд был передислоцирован в Афганистан для участия в приграничной зоне «Завеса». Из военнослужащих 14-й отдельной бригады специального назначения, откомандированных в состав 334-го отряда, в ходе боевых действий в Афганистане погибли 12 офицеров и 36 сержантов и солдат.

### Состав бригады в конце 80-х годов
Состав 14-й отдельной бригады специального назначения в конце 80-х годов:
- Управление бригады (в/ч 74854) — Уссурийск и подразделения при ней:
  - отряд специальной радиосвязи;
  - рота минирования;
  - рота материально-технического обеспечения;
  - комендантский взвод.
- 282-й отдельный отряд специального назначения (в/ч 20662) — Матвеевка, Хабаровский край;
- 294-й отдельный отряд специального назначения (в/ч 20706) — Белогорск, Амурская область;
- 308-й отдельный отряд специального назначения (кадрированный — в/ч 20707) — Уссурийск;
- 546-й отдельный отряд специального назначения (кадрированный — н/д) — Белогорск;
- 742-й отдельный отряд специального назначения (кадрированный — в/ч 74854"В") — Матвеевка.

282-й отдельный отряд специального назначения был переведён в состав 14-й бригады в 1988 году из состава 24-й отдельной бригады специального назначения, при её передислокации из н.п. Хара-Бырка в Кяхту.

## Соединение в Вооружённых Силах России

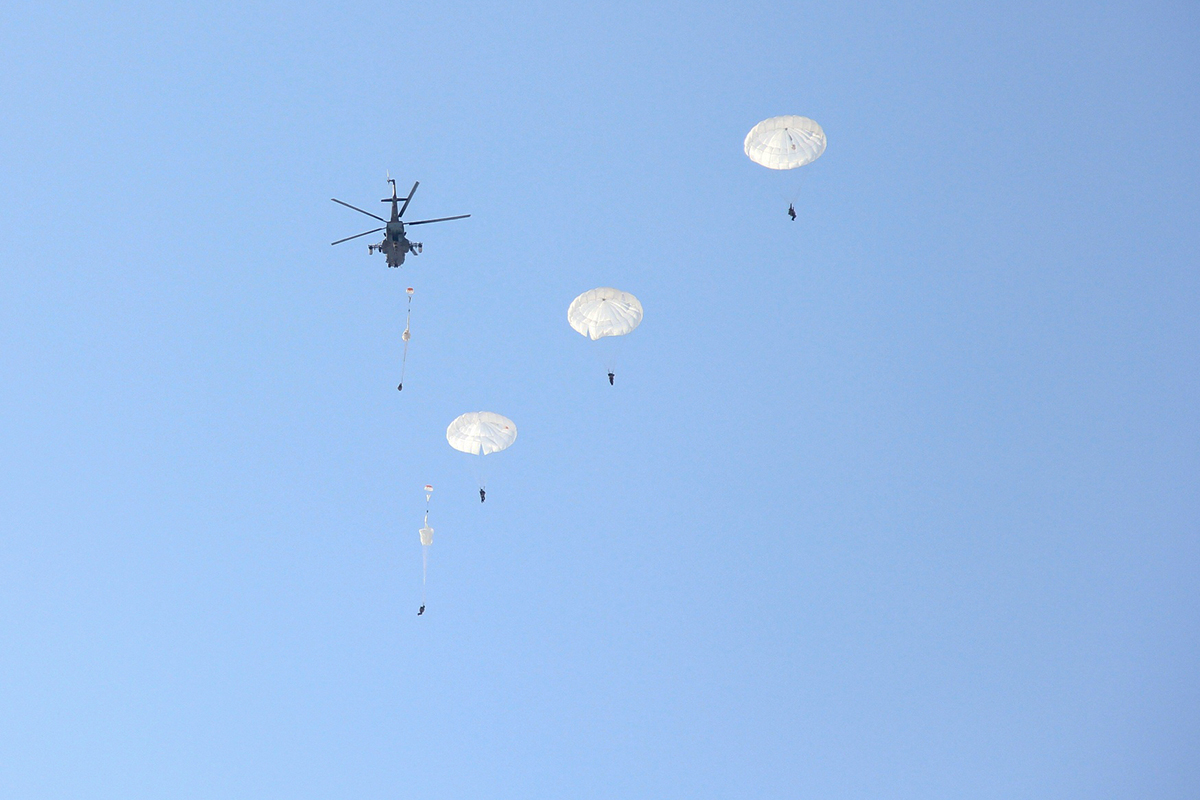

После распада СССР в 1991 году, 14-я отдельная бригада специального назначения перешла под юрисдикцию Вооружённых сил Российской Федерации.
В 1994 году, для ведения боевых действий в Чечне, был развёрнут ранее кадрированный 308-й отдельный отряд специального назначения. В апреле 1995 года по возвращении 308-го отряда в Уссурийск, отряд был снова свернут в отдельный отряд (кадра).
В 1998 году 308-й отряд был развёрнут во второй раз.
В конце 90-х годов были расформированы кадрированные 546-й и 742-й отдельные отряды.
На 2010 год состав 14-й отдельной бригады специального назначения, входящей в Восточный военный округ, был следующим:
- Управление бригады (в/ч 74854) — Уссурийск и подразделения при ней:
  - школа младших специалистов;
  - отряд специальной радиосвязи;
  - рота материально-технического обеспечения.
- 282-й отдельный отряд специального назначения (в/ч 20662) — Матвеевка;
- 308-й отдельный отряд специального назначения (в/ч 20707) — Уссурийск;
- 294-й отдельный отряд специального назначения (в/ч 20706) — Белогорск.

В июне 2012 года управление бригады было передислоцировано из Уссурийска в Хабаровск. Соединение расквартировано на казарменном фонде «Волочаевского городка» (окружной учебный центр).

## Участие 14-й отдельной бригады специального назначения в боевых действиях

### Первая чеченская война
В конце декабря на базе кадрированного 308-го отдельного отряда специального назначения 14-й отдельной бригады, началось создание сводного отряда численностью 178 человек для отправки в Чечню. На момент развёртывания в отряде числилось всего 14 офицеров и 11 военнослужащих срочной службы.
В кратчайший срок, за две недели, офицерами бригады была произведена комплектация отряда личным составом, пройден краткий, но насыщенный комплекс занятий по тактической и огневой подготовке и проведено боевое слаживание отряда.
15 января 1995 года 308-й отряд был переброшен самолётами военно-транспортной авиации на военный аэродром в Моздоке. На территории аэродрома в результате ДТП тяжело пострадало три офицера отряда, один из которых скончался в тот же день.
17 января отряд вошёл на территорию Чечни. Для усиления отряда командованием была выделена ему гаубичная батарея из состава артиллерийского дивизиона 81-го гвардейского мотострелкового полка 90-й гвардейской танковой дивизии.
В связи с тем, что личный состав 308-го отряда не имел боевого опыта, для дополнительной боевой подготовки на новом месте и первых выходов на боевые действия, подразделениям отряда были предоставлены командиры групп из 173-го отряда 22-й отдельной бригады специального назначения.
Зоной ответственности 308-му отряду были определены окрестности н.п. Ханкала, в котором размещался штаб Объединённой группировки войск.
14 марта 1995 года у станции Червлёная-Узловая при возвращении разведывательной группы с засадных действий, в зоне ответственности Московского ОМОНа, в результате разрыва мины ОЗМ-72 погиб офицер и военнослужащий срочной службы, ранены несколько солдат 308-го отряда.
27 апреля 1995 года отряд был выведен с территории Чечни и передислоцирован в Уссурийск. За 3 месяца пребывания в Чечне отряд потерял убитыми 3 военнослужащих.

### Вторая чеченская война

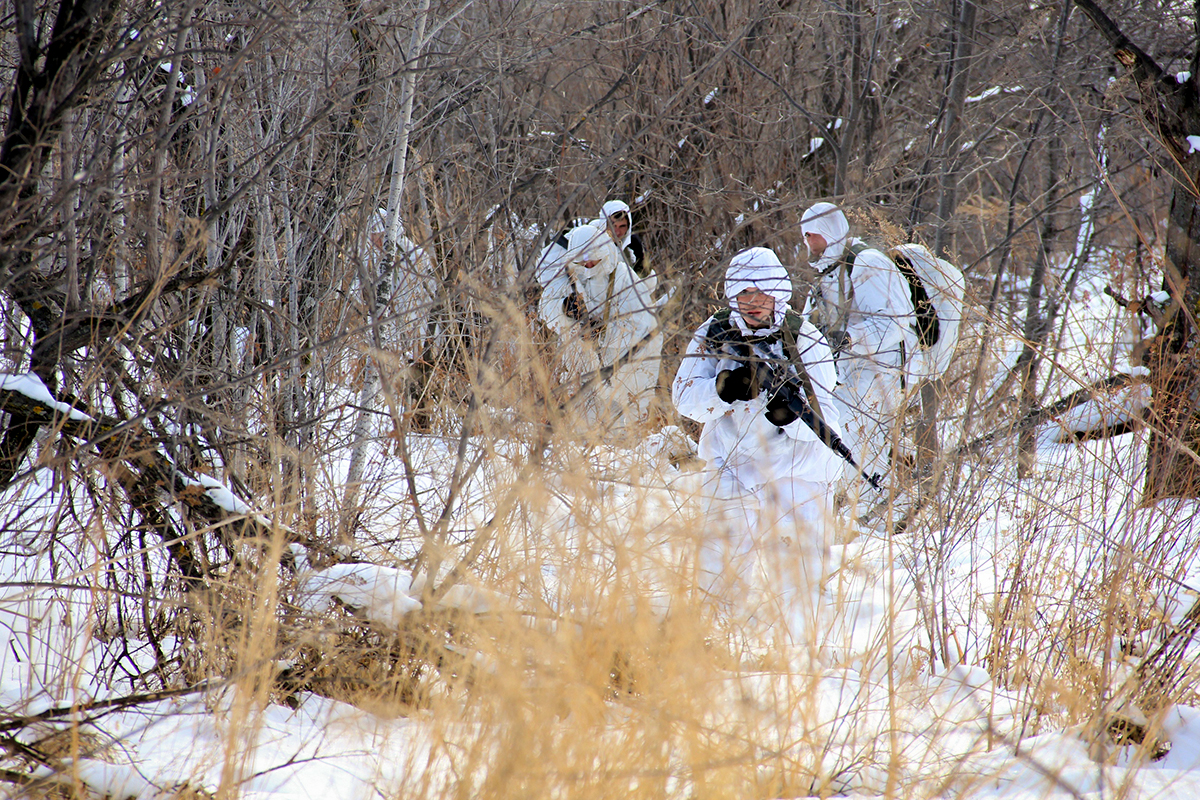

В связи с осложнением ситуации летом 1999 года в Дагестане, руководством ВС РФ началось усиление группировки войск в данном регионе. Из бригад специального назначения ГРУ в первую очередь привлекались соединения из ближайших военных округов.
6 ноября 1999 года в 14-й отдельной бригаде началось создание сводного отряда численностью 250 человек для отправки на Северный Кавказ. Основой для создания послужил 294-й отдельный отряд специального назначения.
9 декабря 1999 года отряд был переброшен  в н.п. Тарское Северной Осетии(поездом 14 суток), после чего был введён на территорию Чечни с дислокацией в Шали.
15 января 2000 года в бою под населённым пунктом Сержень-Юрт погибло 3 военнослужащих 294-го отряда.
7 февраля 2002 года на аэродроме Ханкала в результате поломки двигателя разбился вертолёт Ми-8, в котором кроме 3 членов экипажа находились 5 военнослужащих 294-го отряда. Все 5 военнослужащих отряда погибли.
6 апреля 2002 года в бою в районе н.п. Шелкозаводская погибло 3 военнослужащих 294-го отряда.
Всего за время пребывания 294-го отряда в Чечне с декабря 1999 года по август 2006 года через личный состав отряда в порядке периодической замены прошло 3916 человек.
За проявленные при выполнении боевых задач мужество и героизм были награждены 1330 военнослужащих. Из этого числа были награждены:
- орденом Мужества — 148 человек
- орденом «За военные заслуги» — 8;
- медалью «За отвагу» — 274.

В общей сложности 14-я отдельная бригада специального назначения во второй чеченской войне потеряла убитыми 18 человек. По другим данным потери убитыми составили 22 человека.

### Война в Сирии
Из открытых источников известно о потерях двух военнослужащих бригады во время военной операции в Сирии
.

### Вторжение России на Украину
Бригада принимала участие в нападении России на Украину, в частности была задействована в боях за Угледар. В начале февраля 2023 года стало известно о гибели командира бригады, полковника Сергея Полякова. Вместе с ним погиб еще один военнослужащий 14 ОБрСпН Иван Мариков.

## Командиры
- полковник Рымин Павел Николаевич — 1963—1970;
- полковник Дроздов Александр Антонович — 1970—1973;
- полковник Демченко Николай Андреевич — 1973—1975;
- полковник Баглай Анатолий Михайлович — 1975—1978;
- полковник Гришмановский Виктор Фомич — 1978—1980;
- полковник Онацкий Виталий Алексеевич — 1980—1987;
- полковник Курысь Яков Александрович — 1987—1992;
- полковник Лихидченко Александр Иванович — 1992—1997;
- полковник Румянков Андрей Михайлович — 1997—1999;
- генерал-майор Дегтярёв Сергей Петрович — 1999—2011[13];
- полковник Иринчинов Арсалан Чимитович — 2011—2014[8];
- полковник Святко Александр Юрьевич — 2014—2016;
- гвардии полковник Биланчук Владимир Николаевич — 2016—2020;
- гвардии полковник Поляков Сергей Юрьевич — 2020 — 2023 (по некоторым данным погиб[14]).
- гвардии полковник Станкевич Антон Васильевич - 2023

## Награжденные званием Героя
- гвардии ефрейтор Миягашев, Аймир Евгеньевич (1995—2022) [посмертно].
- гвардии старший лейтенант Норполов, Эдуард Доржиевич (1995—2022) [посмертно].
- гвардии полковник Поляков, Сергей Юрьевич (1995—2023) [посмертно].
- гвардии младший лейтенант Дарковский, Владимир Станиславович (род 1987)
- гвардии ефрейтор Евдокимов, Николай Владимирович (род. 1992)
- гвардии подполковник Рэцой, Евгений Анатольевич